# Igor Sanakojew
Igir Wiktorowicz Sanakojew (oset. Санахъоты Викторы фырт Игор; ur. 1947 w Aspindza) – osetyński inżynier i polityk, premier Osetii Południowej od 17 września 2003 do maja 2005 roku.
W ukończył Moskiewski Instytut Technologii Żywności. Studiował także na fakultecie biologiczno-chemicznym w Osetyjskim Instytucie Pedagogicznym. Pracował następnie w kombinacie przemysłowo-żywnościowym w Cchinwali, a po upadku ZSRR w prywatnej spółce ROStek, handlującej z Rosją. 
Od 17 września 2003 do maja 2005 sprawował stanowisko premiera nieuznawanej Osetii Południowej.
Żonaty, ma syna.